# David Bagrationi de Mukhrani
S.A.R. Príncipe David Bagrationi de Mukhrani ( Mukran-Batoni [მუხრანბატონი]) da Georgia, David Bagration de Moukhrani y Zornoza, ou Davit Bagrationi-Mukhraneli ( em georgiano:  დავით ბაგრატიონ-მუხრანელი ; nasceu em 24 de junho de 1976), é o chefe da Casa Principesca de Mukhrani, um ramo da dinastia Bagrationi da Geórgia e reivindica por primogenitura a liderança da Casa Real de Bagrationi, que reinou na Geórgia desde a era medieval até o início do século XIX.
A família do Príncipe David está relacionada à Casa de Bourbon-Anjou, à Casa de Wittelsbach, à Casa de Habsburgo-Lorena e à Casa de Romanov. O príncipe David sucedeu o Príncipe Giorgi (Jorge) Bagration Mukhrani, seu pai no posto de pretendente ao trono georgiano, após sua morte em 16 de janeiro de 2008. 
Somente em 2003, após décadas de exílio decorrentes da invasão da Geórgia pelo Exército Vermelho, em 1921, é que o Príncipe David, juntamente com sua família, retornou à Geórgia. Casou-se, em 2009, com a Princesa Ana Bagration-Gruzinsky, herdeira do ramo  Gruzinsky dos Bagrationi (ramo este que disputa o trono georgiano). Em 2011, o casal deu à luz um filho, que reuniu os dois ramos em si, Giorgi. Em 2013, entretanto, o Príncipe divorciou-se. O filho deles, o Príncipe Giorgi, nascido na Geórgia em 2011, é o herdeiro aparente do trono.

## Biografia
O Príncipe David nasceu em uma família de emigrantes georgianos, sendo o segundo filho do piloto de corrida espanhol, príncipe George Bagrationi de Mukhrani, e de sua primeira esposa María de las Mercedes Zornoza y Ponce de León (1942–2020) em Madri, Espanha. Ele tem uma irmã mais velha, Maria-Antonietta, um irmão, Irakly, e um meio-irmão mais novo, Gourami (Ugo).
Ademais, o Príncipe David é, também, primo da Grã-Duquesa Maria Vladimirovna da Rússia, chefe da Casa Imperial Russa, pois a mãe da Grã-Duquesa foi a Princesa Leonida Bagration de Mukhrani.